# Marathon van Wenen 1987
De marathon van Wenen 1987 vond plaats op zondag 5 april 1987 in Wenen. Het was de vierde editie van deze wedstrijd.
Gerhard Hartmann uit Oostenrijk won deze wedstrijd bij de mannen voor de derde maal op rij. Ditmaal finishte hij in 2:16.10 en versloeg hiermee de Tanzaniaan Alfredo Shahanga, die in 2:16.26 over de finish kwam. Van alle vrouwen was de Oostenrijkse Carina Leutner het sterkst. Zij finishte in 2:40.57.
Aangezien het evenement tevens het toneel was van het Oostenrijks kampioenschap op de marathon, veroverde zowel de eerste vrouw als man tevens de nationale titel.
In totaal finishten er 2269 hardlopers, waarvan 2173 mannen en 96 vrouwen.

## Uitslagen

### Mannen
| rang   | naam               | land | tijd    |
| ------ | ------------------ | ---- | ------- |
| Goud   | Gerhard Hartmann   | AUT  | 2:16.10 |
| Zilver | Alfredo Shahanga   | TAN  | 2:16.26 |
| Brons  | Jean Weijts        | BEL  | 2:18.45 |
| 4      | Japhet Mashishanga | TAN  | 2:21.26 |
| 5      | Marjan Krempl      | SLO  | 2:23.56 |
| 6      | Zoltan Nalesnyik   | HUN  | 2:24.32 |
| 7      | Joseph Perske      | USA  | 2:25.16 |
| 8      | Jozsef Toth        | HUN  | 2:25.58 |
| 10     | Leonardo Bardi     | ITA  | 2:27.02 |

### Vrouwen
| rang   | naam           | land | tijd    |
| ------ | -------------- | ---- | ------- |
| Goud   | Carina Leutner | AUT  | 2:40.57 |
| Zilver | Verena Lechner | AUT  | 2:48.08 |

1984 ·
1985 ·
1986 ·
1987 ·
1988 ·
1989 ·
1990 ·
1991 ·
1992 ·
1993 ·
1994 ·
1995 ·
1996 ·
1997 ·
1998 ·
1999 ·
2000 ·
2001 ·
2002 ·
2003 ·
2004 ·
2005 ·
2006 ·
2007 ·
2008 ·
2009 ·
2010 ·
2011 · 
2012 ·
2013 ·
2014 ·
2015 ·
2016 ·
2017 ·
2018 ·
2019 ·
2020 ·
2021 ·
2022 ·
2023 ·
2024